# Barbara Christ
Barbara Christ (* 1962 in Dillenburg) ist eine deutsche Übersetzerin.

## Leben
Barbara Christ absolvierte in Köln, München und Heidelberg ein Studium der Theaterwissenschaften, Germanistik und Philosophie. Danach arbeitete sie in Heidelberg als Dramaturgin für Schauspiel. 1996 promovierte sie dort zum Dr. phil. mit einer Schrift über Geschichte und Ästhetik des dramatischen Fragments, die auch unter dem Titel Die Splitter des Scheins. Friedrich Schiller und Heiner Müller im Igel Verlag erschien. Im Jahr darauf begann Christ, als Übersetzerin zu arbeiten. Von 1998 bis 2009 war sie als freie Lektorin für den Verlag der Autoren tätig.
Christ übersetzt vorwiegend Theaterstücke sowie erzählende Prosa aus Großbritannien, Kanada und den Vereinigten Staaten. Ab 2001 übertrug sie Romane der britischen Schriftstellerin Doris Lessing ins Deutsche und arbeitete an einer ab 2007 bei Hoffmann und Campe erschienenen 15-bändigen Werkauswahl. Sie übersetzte unter anderem Stücke der Theaterautoren David Greig, Daniel Karasik, Anthony Neilson, Bruce Norris und Simon Stephens.
In den Jahren 2012 und 2014 leitete Christ Übersetzerseminare auf der Theaterbiennale „Neue Stücke aus Europa“. Sie lebt und arbeitet in Frankfurt am Main.

## Auszeichnungen
- 2012: Gottsched-Stipendium des Deutschen Übersetzerfonds
- 2014: Deutscher Jugendtheaterpreis für Monster (The Monster in the Hall), zusammen mit David Greig[4]

## Übersetzungen (Auswahl)

### Romane
- Doris Lessing: Mara und Dann. Hoffmann und Campe, Hamburg 2001, ISBN 3-455-04393-3.
- Jane Smiley: In gutem Glauben. Berlin-Verlag, 2004, ISBN 3-8270-0541-8.
- Doris Lessing: Die Kluft. Hoffmann und Campe, Hamburg 2007, ISBN 3-455-40075-2.
- Doris Lessing: Alfred und Emily. Hoffmann und Campe, Hamburg 2008, ISBN 978-3-455-40135-6.
- Rosamund Lupton: Liebste Tess. Hoffmann und Campe, Hamburg 2010, ISBN 978-3-455-40284-1.
- Doris Lessing: Ein süßer Traum. Hoffmann und Campe, Hamburg 2011, ISBN 978-3-455-40070-0
- Priya Basil: Die Logik des Herzens. Schöffling, Frankfurt am Main 2012, ISBN 978-3-89561-285-5.
- Jami Attenberg: Die Middlesteins. Schöffling, Frankfurt am Main 2015, ISBN 978-3-89561-202-2.
- Russell Banks: Verstoßen. Schöffling, Frankfurt am Main 2015, ISBN 978-3-89561-122-3.

### Bühnenstücke
- David Greig: Die letzte Botschaft des Kosmonauten an die Frau, die er einst in der ehemaligen Sowjetunion liebte, 2001
- Simon Stephens: Reiher, 2003
- Simon Stephens: Port, 2004
- Simon Stephens: One Minute, 2004
- Simon Stephens: Country Music, 2005
- Simon Stephens: Am Strand der weiten Welt, 2006
- Simon Stephens: Motortown, 2006
- David Greig: San Diego, 2006
- David Greig: Entlegene Inseln, 2006
- Simon Stephens: Christmas, 2007
- Simon Stephens: Pornography, 2007
- Simon Stephens: Harper Regan, 2008
- David Greig: Monster, 2012